# Вайгенгайм
Вайгенгайм (нім. Weigenheim) — громада в Німеччині, розташована в землі Баварія. Підпорядковується адміністративному округу Середня Франконія. Входить до складу району Нойштадт-на-Айші–Бад-Віндсгайм. Складова частина об'єднання громад Уффенгайм.
Площа — 32,66 км2. Населення становить 963 ос. (станом на 31 грудня 2020).